# Rodolfo Goclenio
Rodolfo Goclenius (Alemania, Korbach, Principado de Waldeck, 1 de marzo de 1547 - Alemania, Marburgo, 8 de junio de 1628) (también conocido como Rodolphus Goclenius en latín y como Rudolph Gockel en alemán), fue un filósofo escolástico alemán. Su principal contribución a la ciencia fue la difusión del término Psicología (acuñado por Felipe Melanchthon) en 1590. Gockel también respaldó e hizo extensas contribuciones significativas al campo de la ontología. Extendió numerosas ideas del filósofo griego Aristóteles, al introducir la ontología y la metafísica. Varias de las ideas de Gockel se publicaron y sirvieron de base a los filósofos de las épocas posteriores.
Era padre del médico Rodolfo Goclenio el Joven (1572-1621).

## Semblanza
Goclenius fue profesor de filosofía, lógica, metafísica y ética de la Universidad de Marburgo. Seguidor de las doctrinas de Felipe Melanchton y de las teorías lógicas de Pedro Ramo. Su principal aportación fue la introducción de terminología filosófica y la explicación léxica de la existente. Fue el introductor del vocablo psicología, entre otros términos propios del lenguaje filosófico. Sus obras se hallan escritas en latín.
La gnoseología o epistemología (del griego, ἐπιστήμη o episteme, "conocimiento"; λόγος o logos,"teoría") es el estudio de la producción y validación del conocimiento científico. Se ocupa de problemas tales como las circunstancias históricas, psicológicas y sociológicas que llevan a su obtención, y los criterios por los cuales se lo justifica o invalida. Es conocida como "la rama mayor de las Ciencias"
Según Platón, el conocimiento es un subconjunto de lo que forma parte a la vez de la verdad y de la creencia
Al parecer fue el primero en usar la expresión "ontología" (aunque con caracteres griegos) en sentido filosófico en su obra Lexicon philosophicum quo tanquam clave philosophiae fores aperiuntur (Léxico filosófico a modo de llave con la que se abren las puertas de la filosofía, en idioma castellano) en el año 1613. Se afirma allí que la ontología es la filosofía del ente.
Después de diversos usos y su paso a caracteres latinos, Leibniz usa la expresión en su Introductio ad Encyclopaediam arcanam y la define como “ciencia de lo que es y de la nada, del ente y del no ente, de las cosas y de sus modos, de la sustancia y del accidente”.
Ya como término técnico la encontramos en la obra Ontologia sive de ente in genere de Jean Le Clerc publicada en 1692. Y Christian Wolff la populariza definiéndola como “ciencia del ente en general, en cuanto que ente”. Afirma que usa un método demostrativo o deductivo y analiza los predicados que corresponden al ente en cuanto ente.
Todos estos sentidos contribuyeron a identificarla en la práctica con la metafísica.